# Ba Ria-Vung Tau
Ba Ria-Vung Tau (på vietnamesiska Bà Rịa - Vũng Tàu) är en provins i södra Vietnam. Provinsen består av stadsdistrikten Vung Tau (huvudstaden) och Ba Ria samt sju landsbygdsdistrikt: Chau Duc, Con Dao, Dat Do, Long Dat, Long Dien, Tan Thanh samt Xuyen Moc. 